# Betaling
Een betaling is de overdracht van geld of goederen van de ene partij (zoals een persoon of een bedrijf) aan de andere. 
Een betaling wordt meestal gedaan in ruil voor de levering van goederen, diensten of beide, maar het kan ook gaan om het betalen van belasting, sociale premies, een boete of een uitkering, of om een schenking of erfenis.
In de wet is de betaler de partij die een betaling doet, terwijl de ontvanger de partij is die de betaling in ontvangst neemt.

## Juridische betekenis
In het Belgisch recht heeft het begrip 'betaling' een bredere betekenis dan in de omgangstaal. Daar betekent het de voldoening aan een schuld. Dit is niet altijd de betaling van een geldsom, zoals het geval is bij het leveren van arbeid in het kader van een arbeidsovereenkomst.